# Fumetto
Fumetto (ital. für Comics bzw. Sprechblase, wörtlich: „Räuchlein“) ist ein jährlich in Luzern stattfindendes Comic-Festival. Das Fumetto hat sich von einem kleinen, regionalen Event zu einem der wichtigsten internationalen Comicfestivals in Europa entwickelt. Es zählt heute rund 50'000 Besucher.

## Geschichte
1992 ins Leben gerufen, richtete sich Fumetto an die Jugend und an Kunststudenten. Bereits seit der ersten Ausgabe wird ein Wettbewerb ausgeschrieben. Die inhaltliche Ausrichtung, sich im Kern auf künstlerisch anspruchsvolle Comics zu konzentrieren und andere Kunstrichtungen wie Zeichnung, Illustration, Bildende Kunst, Grafik, Performance und Animation zu zeigen, zeichnet das Fumetto aus.
Bereits ab 1995 wurden Comics bedeutender internationaler Künstler beim Festival ausgestellt und die Zahl der präsentierten Werke erhöhte sich jährlich. Durch das stetige Wachstum wurde das Festival neu ausgerichtet und dezentral in der ganzen Altstadt von Luzern veranstaltet.
Seit 1999 firmiert Fumetto unter dem Namen Fumetto – Internationales Comic-Festival Luzern. Heute besteht das Festival aus rund 20 Hauptausstellungen sowie 50 Satelliten- und Schaufensterausstellungen und dauert neun Tage. Gezeigt werden die wichtigsten Comickünstler der Welt, namhafte Zeichner, junge Talente und die aktuellen Strömungen der Kunstformen Zeichnen und Comic.
Als international renommiertes Festival bietet Fumetto auch für Schweizer Künstler eine Plattform. Seit 2007 leistet das Festival nachhaltigere Förderarbeit und ermöglicht jährlich einem jungen, vielversprechenden und noch weitgehend unbekannten Künstler eine Erstpublikation samt Einzelausstellung.
Nachdem das Festival wegen der Corona-Pandemie 2020 vor Ort gar nicht und 2021 in hybrider Form stattfand, konnte es 2022 wieder mit sieben Haupt- und 40 kleinen Satelliten-Ausstellungen aufwarten. Mit rund 22'000 Besuchern war der Andrang etwas geringer als vor Corona. Von dieser Zeit angeregt gab es das Angebot eines digitalen Festivalbesuchs im Fumetto Comic-Chat-Café mit der Gelegenheit zum Austausch, virtuellen Ausstellungsbesuchen sowie Spielen.

## Konzept/Rezeption
Vermittlung ist eines der wichtigsten Anliegen von Fumetto. Die Ausstellungen sind konzipiert, um Kunst spannend und auf der Höhe der Zeit zu präsentieren. Dazu gehören vermittelnde Instrumente für jede Altersstufe und verschiedene Bedürfnisse: Handouts, Führungen, Podcasts, Vorträge der Künstler in ihren Ausstellungen und Programme für Kinder/Jugendliche und Schulklassen, wie spezifisch geführte Festivalbesuche, Zeichenkurse und Unterrichtsmaterial für Schulklassen. Seit 2006 können Eltern ihre Kinder im ausstellungseigenen Hort abgeben, wo gebastelt und gemalt wird sowie T-Shirts bedruckt werden.
Fumetto hat sich als Festival der Kunst und Künstler positioniert und verfolgt keinerlei kommerzielle Ziele.

## Preisträger des Wettbewerbs

### 2025 – Wettbewerbsthema: „Reich / Riche / Ricco“
Für den Wettbewerb wurden 1303 Geschichten aus 53 Ländern eingereicht.
1. Kategorie (ab 18 Jahren)
- Platz 1: Irina Hauzeur, Brüssel (Belgien)
- Platz 2: Veronika Wilhelmová, Žamberk (Tschechien)
- Platz 3: Andrea Ihl, Aachen (Deutschland)

2. Kategorie (13 bis 17 Jahre)
- Platz 1: Mia Fröhlich, Luzern (Schweiz)
- Platz 2: Tamara Kramarenko, Nyon (Schweiz)
- Platz 3: Iuri Reichenbach, Zürich (Schweiz)

3. Kategorie (bis 12 Jahre)
- Platz 1: Kasper von Döhren, Emmen (Schweiz)
- Platz 2: Oskar Widmer, Freilassing (Deutschland)
- Platz 3: Kabir Mehta, Bangalore (Indien)

Szenariopreis
- Romina Carrara, Rosario (Argentinien)

### 2024 – Wettbewerbsthema: „Fleisch“
1. Kategorie (ab 18 Jahren)
- 1. Platz: Simon Boillat, Anderlecht (Belgien)
- 2. Platz: Eveliina Marty, Emmenbrücke (Schweiz)
- 3. Platz: Steven Statz, Kiel (Deutschland)

2. Kategorie (13 bis 17 Jahre)
- 1. Platz: Chiara Birolini, Zürich (Schweiz)
- 2. Platz: Ekaterina Avdonina, Zürich (Schweiz)
- 3. Platz: Meret Lacher, Zürich (Schweiz)
- 3. Platz: Antonia Nentwich, Zürich (Schweiz)

3. Kategorie (bis 12 Jahre)
- 1. Platz: Theresa Poppea Mühlebach, Luzern (Schweiz)
- 2. Platz: Mia Jahner, Wien (Österreich)
- 3. Platz: Norea Nawrata, Wien (Österreich)

Szenariopreis
- Lis Walter, Kassel (Deutschland)

### 2023 – Wettbewerbsthema: „Zuhause / Wohnen“
1. Kategorie (ab 18 Jahre)
- 1. Platz: Claire Pineau (Belgien)
- 2. Platz: Elise Denis (Belgien)
- 3. Platz: Zoé Nagy (Ungarn)

2. Kategorie (13 – 18 Jahre)
- 1. Platz: Miyu Schiwyl (Schweiz)
- 2. Platz: Linus Mühlebach (Schweiz)
- 3. Platz: Bela Schmid (Schweiz)

3. Kategorie (bis 12 Jahre)
- 1. Platz: Clara Höfler (Schweiz)
- 2. Platz: MOJO (Moritz Gockenbach und Joshua van de Pol) (Schweiz)
- 3. Platz: Paul Louvel (Schweiz)

Szenariopreis
- Aurelio Todisco (Schweiz)

### 2022 – Wettbewerbsthema: „Superpower“
Für den Wettbewerb wurden rund 9000 Werke aus 26 Ländern eingereicht.
1. Kategorie (ab 18 Jahre)
- 1. Platz: Alexandra Treskman (Schweiz)
- 2. Platz: Micol Guandalini (Italien)
- 3. Platz: Margot Preham (Belgien)

2. Kategorie (13 – 18 Jahre)
- 1. Platz: Deborah Zanette (Schweiz)
- 2. Platz: Jonas Winkel (Schweiz)
- 3. Platz: Diego Segrelles (Österreich)

3. Kategorie (bis 12 Jahre)
- 1. Platz: Linus Mühlebach (Schweiz)
- 2. Platz: Nikolai Ledochowski (Österreich)
- 3. Platz: Tenzin Donkartsang (Schweiz)

Szenariopreis
- Nima Perler Gisler (Schweiz)

### 2021 – Wettbewerbsthema: „Grenzenlos“
Die Preisverleihung im Luzerner Hotel Schweizerhof konnte wegen der Corona-Pandemie nicht stattfinden.
1. Kategorie (ab 18 Jahre)
- 1. Platz: Matteo Braghin (Italien)
- 2. Platz: Georgina Mowwe (Deutschland)
- 3. Platz: Josephine Poncelet (Belgien)

2. Kategorie (13 – 18 Jahre)
- 1. Platz: Nikita Anikin (Russland)
- 2. Platz: Janclaudio Arnold (Schweiz)
- 3. Platz: Theresa Ganglberger (Österreich)

3. Kategorie (bis 12 Jahre)
- 1. Platz: Volodimir Rusanov (Ukraine)
- 2. Platz: Dominik Dedaj (Schweiz)
- 3. Platz: Linus Mühlebach (Schweiz)

Szenariopreis
- Milly Murer (Schweiz)

Prix MSF (Médecins sans Frontières / Ärzte ohne Grenzen)
- Stella Napolitano (Belgien)

### 2020 – Wettbewerbsthema: „Vernetzt“
1. Kategorie (ab 18 Jahre)
- 1. Platz: Stronzo Strips
- 2. Platz: Ghita Remy
- 3. Platz: Anton Ohlow

2. Kategorie (13 – 18 Jahre)
- 1. Platz: Weda Federspiel
- 2. Platz: Irina Iukhno
- 3. Platz: Oliver Gabriel

3. Kategorie (bis 12 Jahre)
- 1. Platz: Linus Mühlebach
- 2. Platz: Helena Prison
- 3. Platz: Rocko Kern

Szenariopreis
- Daniel Schwartz

Publikumspreis
- Linus Mühlebach

### 2019 – Wettbewerbsthema: „Velo“
1. Kategorie (ab 18 Jahren)
- 1. Platz: Zschau Eléonore
- 2. Platz: Till Lukat
- 3. Platz: Maeva Rubli

2. Kategorie (13–17 Jahre)
- 1. Platz: Fréderic Kämpfer
- 2. Platz: Lina Gostelli
- 3. Platz: Hannes Juon

3. Kategorie (bis 12 Jahre)
- 1. Platz: Selma Eppenberger
- 2. Platz: Zacharias Skouta
- 3. Platz: Lili Heri

Szenariopreis
- Tony Marchand

Publikumspreis
- Ivano Talamo

### 2018 – Wettbewerbsthema: „Genug - Wir besitzen viele Dinge“
1. Kategorie (ab 18 Jahren)
- 1. Platz: Natalia Sajewicz
- 2. Platz: Helmut Germer
- 3. Platz: Vincent Moreau

2. Kategorie (13–17 Jahre)
- 1. Platz: Hannah Schweizer

### 2017 – Wettbewerbsthema: „Welten“
1. Kategorie (ab 18 Jahren)
- 1. Platz: Boris Pramatarov

2. Kategorie (13–17 Jahre)
- 1. Platz: Sébastian Friedberg

3. Kategorie (bis 12 Jahre)
- 1. Platz: Hleb Nikalayeu

Szenariopreis
- Hanna Bossi

### 2016 – Wettbewerbsthema: „Verführung“
1. Kategorie (ab 18 Jahren)
- 1. Platz: Franz Suess
- 2. Platz: Jeroen Fune
- 3. Platz: Lilian Caprez

2. Kategorie (13–17 Jahre)
- 1. Platz: Kasimir Marquis
- 2. Platz: Noémie Chust
- 3. Platz: Antoine Billaud

3. Kategorie (bis 12 Jahre)
- 1. Platz: Nina Khmelyova
- 2. Platz: Paula Rappaport
- 3. Platz: Sven Egli

Szenariopreis
- Léopold Prudo

Publikumspreis
- Elena Seubert

### 2015 – Wettbewerbsthema: „Übermorgen“
Die Preisverleihung fand am Samstag, den 7. März 2015 statt. Die Gewinner wurden in Anwesenheit der Jury bekannt gegeben.
1. Kategorie (ab 18 Jahren)
- 1. Platz: Thijs Desmet, Kruishoutem (Belgien)
- 2. Platz: Pierre Dubois, Lausanne (Schweiz)
- 3. Platz: Grzegorz Weigt, Prudnik (Polen)

2. Kategorie (13–17 Jahre)
- 1. Platz: Fatih Yagan, Luzern (Schweiz)
- 2. Platz: Gil Menziger, Zürich (Schweiz)
- 3. Platz: Sonja Würsten, Schattdorf (Schweiz)

3. Kategorie (bis 12 Jahre)
- 1. Platz: Carlo Frey, Büsserach (Schweiz)
- 2. Platz: Kurt Alexander Bridge, Glattbrugg (Schweiz)
- 3. Platz: Elias Bolanos, Zürich (Schweiz)

Szenariopreis
- Thijs Desmet, Kruishoutem (Belgien)

Publikumspreis
- Taissija Faltin, Zürich (Schweiz)

Specialpreis
- Nastya Martashova, Moskau (Russland)

### 2014 – Wettbewerbsthema: „Genuss oder Sucht“
1. Kategorie (ab 18 Jahren)
- 1. Platz: Deborah Velazquez, Luxemburg (Luxemburg)
- 2. Platz: Eva Müller, Hamburg (Deutschland)
- 3. Platz: Tiphaine Bachelard, Troinex (Schweiz)

2. Kategorie (13–17 Jahre)
- 1. Platz: Yasemin Mallaun, Basel (Schweiz)
- 2. Platz: Max Koloman Oswald, Wien (Österreich)
- 3. Platz: Céline Ngo, Ostermundigen (Schweiz)

3. Kategorie (bis 12 Jahre)
- 1. Platz: Emilio Vidal Aliotta, Zürich (Schweiz)
- 2. Platz: Carlo Frey, Büsserach (Schweiz)
- 3. Platz: Selma Schenkel, Zürich (Schweiz)

Szenariopreis
- Nina Meischen, Kiel (Deutschland) (Kategorie 1)

Publikumspreis
- Sina Stähli, Zürich (Schweiz) (Kategorie 2)

### 2013 – Wettbewerbsthema: „Gerechtigkeit“
1. Kategorie (ab 18 Jahren)
- 1. Platz: Tse-Wei Tu, Neu-Taipeh (Taiwan)
- 2. Platz: Martin Viot, Brüssel (Belgien)
- 3. Platz: Violette Vaïsse, Courbevoie (Frankreich)

2. Kategorie (13–17 Jahre)
- 1. Platz: Max Kamber, Bellmund (Schweiz)
- 2. Platz: Govinda Schmidt, Flurlingen (Schweiz)
- 3. Platz: Jean Mallard, Paris (Frankreich)

3. Kategorie (bis 12 Jahre)
- 1. Platz: Joel Santer, Zürich (Schweiz)
- 2. Platz: Anna Girsberger, Luzern (Schweiz)
- 3. Platz: Elijah Sallin, Zürich (Schweiz)

Szenariopreis
- Lukas Verstraete, Adegem/Maldegem (Belgien) (Kategorie 1)

Publikumspreis
- Martin Viot, Brüssel (Belgien) (Kategorie 1)

### 2012 – Wettbewerbsthema: „In Bewegung“
1. Kategorie (ab 18 Jahren)
- 1. Platz: Lina Mamgaudyte, Saint-Gilles/Sint-Gillis (Belgien)
- 2. Platz: Benoît Audé, Valence (Frankreich)
- 3. Platz: Paul André, Malakoff (Frankreich)

2. Kategorie (13–17 Jahre)
- 1. Platz: Linus Maurmann, Flurlingen (Schweiz)
- 2. Platz: Zoe Roellin, Muttenz (Schweiz)
- 3. Platz: Siro Ellenberger, Rheinfelden (Schweiz)

3. Kategorie (bis 12 Jahre)
- 1. Platz: Max Kamber, Bellmund (Schweiz)
- 2. Platz: Taissija Faltin, Zürich (Schweiz)
- 3. Platz: Zafira Spielmann, Luzern (Schweiz)

Szenariopreis
- Nicolene Louw, Gezina/Pretoria (Südafrika) (Kategorie 1)

Publikumspreis
- Lina Mamgaudyte, Saint-Gilles/Sint-Gillis (Belgien) (Kategorie 1)

### 2011 – Wettbewerbsthema: „Energie“
1. Kategorie (ab 18 Jahren)
- 1. Platz: Mathilde Vangheluwe, Brüssel (Belgien)
- 2. Platz: Chloé Alliez, Brüssel (Belgien)
- 3. Platz: Michael Ross, München (Deutschland)

2. Kategorie (13–17 Jahre)
- 1. Platz: Paul Wiesner, Wilhelmshaven (Deutschland)
- 2. Platz: Linus Maurmann, Flurlingen (Schweiz)
- 3. Platz: Samuel Schuhmacher, Hettlingen (Schweiz)

3. Kategorie (bis 12 Jahre)
- 1. Platz: Sina Stähli, Hedingen (Schweiz)
- 2. Platz: Eric Reutener, Zürich (Schweiz)
- 3. Platz: Elias Gaberthuel, Zürich (Schweiz)

Szenariopreis
- Elenore Ware, Beaune (Frankreich) (Kategorie 1)

Publikumspreis
- Eva Rust, Bern (Schweiz) (Kategorie 1)

### 2010 – Wettbewerbsthema: „Du + Ich = Wir“
1. Kategorie (ab 18 Jahren)
- 1. Platz: Adrian Wylezol, Berlin (Deutschland)
- 2. Platz: Antonia Kühn, Hamburg (Deutschland)
- 3. Platz: Daniel du Plessis, Muckleneuk (Südafrika)

2. Kategorie (13–17 Jahre)
- 1. Platz: Michael Kiener, Möriswil (Schweiz)
- 2. Platz: Paul Galas, Köln (Deutschland)
- 3. Platz: Carmen Hänggi, Alpnach Dorf (Schweiz)

3. Kategorie (bis 12 Jahre)
- 1. Platz: Milo Danday, Manila (Philippinen)
- 2. Platz: Elias Gaberthuel, Zürich (Schweiz)
- 3. Platz: Ida Korner, Win Valley (Neuseeland)

Szenariopreis
- Mirranda Burton, Northcote (Australien) (Kategorie 1)

Publikumspreis
- Charlotte Germann, Altdorf (Schweiz) (Kategorie 1)

### 2009 – Wettbewerbsthema: „Virus“
1. Kategorie (ab 18 Jahren)
- 1. Platz: Anna Sailamaa, Helsinki (Finnland)
- 2. Platz: Brecht Vandenbroucke, Gent (Belgien)
- 3. Platz: Rachel Block + Benoit Pointet, Fribourg (Schweiz)

2. Kategorie (13–17 Jahre)
- 1. Platz: Come Chatelain, Goillard (Frankreich)
- 2. Platz: Kalinka Janowski, Avouzon (Frankreich)
- 3. Platz: Benjamin Lukas Piccolo, Dietikon (Schweiz)

3. Kategorie (bis 12 Jahre)
- 1. Platz: David Krucker, Zürich (Schweiz)
- 2. Platz: Hanna Girard + Emilia Maier, Basel (Schweiz)
- 3. Platz: Martine Abogso Fouda, Zürich (Schweiz)

Szenariopreis
- Azul Martina Blaseotto, Buenos Aires (Argentinien) (Kategorie 1)

Publikumspreis
- Anina Mirjam Schärer, Schwanden im Emmental (Schweiz) (Kategorie 2)

### 2008 – Wettbewerbsthema: „Klima“
1. Kategorie (ab 18 Jahren)
- 1. Platz: Jochen Schievink, Münster (Deutschland)
- 2. Platz: Catherine Clarke, Kapstadt (Afrika)
- 3. Platz: Alessandro Tota, Paris (Frankreich)

2. Kategorie (13–17 Jahre)
- 1. Platz: Tina Schwizgebel-Wang, Genf (Schweiz)
- 2. Platz: Maya Kellersohn, Königswinter (Deutschland)
- 3. Platz: Lea Lepaul, Doucier (Frankreich)

3. Kategorie (bis zwölf Jahre)
- 1. Platz: Christina Weiss, Russikon (Schweiz)
- 2. Platz: Theo Bailly-Maitre, Doucier (Frankreich)
- 3. Platz: Mauro Gwerder, Küssnacht am Rigi (Schweiz)

Szenariopreis
- Nicolene Louw, Gezina (Südafrika) (Kategorie 1)

Publikumspreis
- Johan Smith, Genf (Schweiz) (Kategorie 1)

### 2007 – Wettbewerbsthema: „Zukunft“
1. Kategorie (ab 18 Jahren)
- 1. Platz: Pauliina Mäkelä, Helsinki (Finnland)
- 2. Platz: Birgit Weyhe, Hamburg (Deutschland)
- 3. Platz: Brian Weaver, New York (Vereinigte Staaten)

2. Kategorie (13–17 Jahre)
- 1. Platz: Tina Schwizgebel-Wang, Genf (Schweiz)
- 2. Platz: Raffael Murena, Emmen (Schweiz)
- 3. Platz: Miklos Felvideki, Budapest (Ungarn)

3. Kategorie (bis zwölf Jahre)
- 1. Platz: Martin Müller, Zunzgen (Schweiz)
- 2. Platz: Samanta Ferkovic, Basel (Schweiz)
- 3. Platz: Manuel Kegelj, Wolhusen (Schweiz)

Szenariopreis
- Ramon Häller, Dagmersellen (Schweiz) (Kategorie 3)

Publikumspreis
- Patrick Oberholzer, Neunkirch (Schweiz) (Kategorie 2)

### 2006 – Wettbewerbsthema: „Musik“
1. Kategorie (ab 18 Jahren)
- 1. Platz: Michelangelo Setola, C.S. Pietro (Italien)
- 2. Platz: Marino Neri, Rubiera (Italien)
- 3. Platz: Imke Trostbach, Berlin (Deutschland)

2. Kategorie (13–17 Jahre)
- 1. Platz: Victor von Boltenstern, Frankfurt am Main (Deutschland)
- 2. Platz: Philippe Haensler, Turgi (Schweiz)
- 3. Platz: Michael Fischer, Meiringen (Schweiz)

3. Kategorie (bis 12 Jahre)
- 1. Platz: Alisa Mechnik, Tallinn (Estland)
- 2. Platz: Balz Waldmer, Muttenz (Schweiz)
- 3. Platz: Marina Roggo, Muttenz (Schweiz)

### 2005 – Wettbewerbsthema: „Heimat“
1. Kategorie (ab 18 Jahren)
- 1. Platz: Amanda Vähämäki
- 2. Platz: Patrick Heusi
- 3. Platz: Anne Rouquette

2. Kategorie (13–17 Jahre)
- 1. Platz: Charlotte Germann
- 2. Platz: Tina Schwitzgebel
- 3. Platz: Morta Griskevicuite

3. Kategorie (bis 12 Jahre)
- 1. Platz: Noemi Stöckli
- 2. Platz: Cécilia Ulrich
- 3. Platz: Nico Heer

Szenariopreis:
- Dirk Henning

Publikumspreis:
- Charlotte Germann

### 2004 – Wettbewerbsthema: "Camping"
1. Kategorie (ab 18 Jahren)
- 1. Platz: Sara Varon
- 2. Platz: Sebastian Chrisostome
- 3. Platz: Tommi Mustur

2. Kategorie (13–17 Jahre)
- 1. Platz: Lea Wäckerlin
- 2. Platz: Oskar Hassler
- 3. Platz: Charlotte Germann

3. Kategorie (bis 12 Jahre)
- 1. Platz: Nuvia Brechbühl
- 2. Platz: Benjamin Wunderlin
- 3. Platz: Noemi Stöckli

Szenariopreis:
- Richard Camara

Publikumspreis:
- Charlotte Germann

### 2003 – Wettbewerbsthema: "Gewalt"
1. Kategorie (ab 18 Jahren)
- 1. Platz: Marko Turunen
- 2. Platz: Nina Kataila
- 3. Platz: Afra Häni

2. Kategorie (13–17 Jahre)
- 1. Platz: Daniel Jud
- 2. Platz: Mathias Helbling
- 3. Platz: Tobias Tschopp

3. Kategorie (bis 12 Jahre)
- 1. Platz: Vanessa Huber
- 2. Platz: Matthias Schmid
- 3. Platz: Yannis Plüss + Pius Kuster

Szenariopreis:
- Ivo Stritt + Alexa Henschel

Publikumspreis:
- Vanesse Ziswiler

### 2002 – Wettbewerbsthema: "Feuer"
1. Kategorie (ab 18 Jahren)
- 1. Platz: Lilli Kedves
- 2. Platz: Jüren Bürkli + Alexandra Gressel
- 3. Platz: Nikolic Vladan

2. Kategorie (13–17 Jahre)
- 1. Platz: Matthias Bieri
- 2. Platz: Florian Zurfluh + Mario Eugster
- 3. Platz: Christian Koch

3. Kategorie (bis 12 Jahre)
- 1. Platz: Gianni Fabris
- 2. Platz: Martina Zemp
- 3. Platz: Melita Pehadzic

Szenariopreis:
- Mabel Morri

Publikumspreis:
- Aike Arndt

### 2001 – Wettbewerbsthema: "Helden"
1. Kategorie (ab 18 Jahren)
- 1. Platz: Katja Heller + Alexandra Gressel
- 2. Platz: Guillaume Clairat
- 3. Platz: Jule Kruschke

2. Kategorie (13–17 Jahre)
- 1. Platz: Eric Troxler
- 2. Platz: Lukas Spengler
- 3. Platz: Christoph Barmettler + Philippe Frei

3. Kategorie (bis 12 Jahre)
- 1. Platz: Matthias Kuster
- 2. Platz: Oskar Hassler
- 3. Platz: Noemi Dissler + Vincenzo Gregorio

Szenariopreis:
- Alexandra Gressel

Publikumspreis:
- Stefan Auf der Mauer

### 2000 – Wettbewerbsthema: "Das Tier"
1. Kategorie (ab 18 Jahren)
- 1. Platz: Peter Scheidegger
- 2. Platz: Marijke Laupper
- 3. Platz: Maria Joao Worm

2. Kategorie (13–17 Jahre)
- 1. Platz: Maurizio Heeb
- 2. Platz: Jonas Rentsch

3. Kategorie (bis 12 Jahre)
- 1. Platz: Tobias Aeschbacher
- 2. Platz: Dario Flecklin
- 3. Platz: Gianni Fabris

### 1999 – Wettbewerbsthema: "Wahnsinning!"
1. Kategorie (ab 18 Jahren)
- 1. Platz: Mike Jordan + Georg Klein
- 2. Platz: Francesco Nespola
- 3. Platz: Roger Sager

### 1998 – Wettbewerbsthema: "Wasser"
1. Kategorie (ab 18 Jahren)
- 1. Platz: Dieter Braun
- 2. Platz: Gabriela Masiachi
- 3. Platz: Fabian Häusermann

2. Kategorie (13–17 Jahre)
- 1. Platz: Barbara Wieser
- 2. Platz: Chantal Schilter + Jelena Mortinovic
- 3. Platz: Sabine Chevalier

3. Kategorie (bis 12 Jahre)
- 1. Platz: Serge Maillard
- 2. Platz: Christian Michelon
- 3. Platz: Gian Crameri

### 1997 – Wettbewerbsthema: "Kriminaltango"
1. Kategorie (ab 18 Jahren)
- 1. Platz: Gilles Lepore
- 2. Platz: Monika Zimmermann
- 3. Platz: Daniel Bosshart

### 1996 – Wettbewerbsthema: "Liebe, nichts als Liebe"
1. Kategorie (ab 18 Jahren)
- 1. Platz: Ivo Gadea
- 2. Platz: Thomas Frey
- 3. Platz: Astrid Föcker

2. Kategorie (13–17 Jahre)
- 1. Platz: Florian Müller
- 2. Platz: Olivier Legast
- 3. Platz: Dominique Vigne

3. Kategorie (bis 12 Jahre)
- 1. Platz: Silvan Baschung
- 2. Platz: Max Hurter
- 3. Platz: Serge Maillard + David Gisler

### 1995 – Wettbewerbsthema: "Die Reise"
1. Kategorie (ab 18 Jahren)
- 1. Platz: Karoline Schreiber
- 2. Platz: Gregor Gilg
- 3. Platz: Daniel Bosshart

2. Kategorie (13–17 Jahre)
- 1. Platz: Oliver Legast
- 2. Platz: Samuel Bucheli
- 3. Platz: Niggi Stark

3. Kategorie (bis 12 Jahre)
- 1. Platz: Fabian Frey
- 2. Platz: Noah Jäggi
- 3. Platz: Eva Ermattinger

### 1994 – Wettbewerbsthema: "Fenster"
1. Kategorie (ab 18 Jahre)
- 1. Platz: Anna Albisetti
- 2. Platz: Daniel Bosshart
- 3. Platz: Monika Zimmerman + MS Bastian

2. Kategorie (bis 18 Jahre)
- 1. Platz: Nicolas Riedo
- 2. Platz: Christoph Frei
- 3. Platz: Nina Steinemann

### 1993 – Wettbewerbsthema: "Musik"
1. Kategorie (ab 18 Jahre)
- Christine Stöckli
- Caroline Schreiber
- Mischa Kammermann / Martin Fuchs+H. Egartner

2. Kategorie (bis 18 Jahre)
- Daniele Häller
- Paul Sutermeister
- Allamand und Wallimann
- Tiemo Wydler
- Katrin Schlüssel

### 1992 – Wettbewerbsthema: frei wählbar
1. Kategorie (ab 18 Jahre)
- Floriaan Went
- Caroline Schreiber
- Matthias Gnehm
- Christian Gräser

Erwähnungspreis:
- Simon Gstettenhofer
- Elisabeth Herrmann
- Christoph Schürpf
- Tom Hildell
- Sara Maria Lang
- Richi Ptak
- Gregory Schibli

Spezialpreis:
- Istwan Scheibler

Kategorie Kinder:
- Paul Sutermeister
- Allamand/Wallimann